# جولييت موس
جولييت موس (بالإنجليزية: Juliet Moss)‏ هي لاعبة كرة الماء أمريكية، ولدت في 1 مايو 1987.